# Chiara Caselli
Pour les articles homonymes, voir Caselli.
Chiara Caselli, née le 22 décembre 1967 à Bologne, est une actrice italienne.

## Biographie
Diplômée de l'université de Bologne, c'est également dans sa ville natale que Chiara Caselli fait ses débuts sur les planches au sein de la troupe de théâtre Teatro stabile di Bolzano. À vingt ans, elle obtient son premier vrai rôle de cinéma dans Le Secret, pour lequel elle remporte en 1990 une médaille d'argent au Festival de Saint-Vincent.
Remarquée par le réalisateur belge Gérard Corbiau, elle joue dans L'Année de l'éveil en 1991, puis tourne aux États-Unis sous la direction de Gus Van Sant dans My Own Private Idaho (1991). Sa carrière internationale est lancée.
En 1993, elle joue coup sur coup pour Costa-Gavras (La Petite Apocalypse) et Paoles frères Taviani (Fiorile), avant de remporter un Ruban d'argent, ainsi qu'un Grolla d'or, pour son rôle dans Dove siete ? io sono qui. En 1995, Michelangelo Antonioni en fait l'une des héroïnes de Par-delà les nuages, puis cinq ans plus tard de Destinazione Verna. 
Après Le Sang des innocents, dans lequel Dario Argento met en scène le couple Chiara Caselli-Stefano Dionisi, (déjà réunis à l'écran par trois fois dans Segreto, Sabato italiano, Le Prix a payer), Chiara Caselli retrouve Liliana Cavani et John Malkovich dans une nouvelle adaptation du roman de Patricia Highsmith Ripley's Game (2002).

## Filmographie

### Actrice
- 1990 : Il segreto de Francesco Maselli : Lilli
- 1990 : Tracce di vita amorosa (it) de Peter Del Monte
- 1991 : Le Dimanche de préférence (La domenica specialmente), segment La Neige sur le feu (La neve sul fuoco) de Marco Tullio Giordana
- 1991 : L'Année de l'éveil de Gérard Corbiau
- 1991 : Signe de feu (it) (Segno di fuoco) de Nino Bizzarri
- 1991 : My Own Private Idaho de Gus Van Sant
- 1992 : Nero (it) de Giancarlo Soldi (it)
- 1992 : Soupe de poissons (Zuppa de pesce) de Fiorella Infascelli
- 1992 : Sabato italiano (it) de Luciano Manuzzi
- 1993 : La Petite Apocalypse de Costa-Gavras
- 1993 : Sans pouvoir le dire (Dove siete? Io sono qui) de Liliana Cavani
- 1993 : Fiorile des frères Taviani
- 1994 : OcchioPinocchio (it) de Francesco Nuti
- 1995 : Storie d'amore con i crampi (it) de Pino Quartullo
- 1995 : Par-delà les nuages (Al di là delle nuvole) de Michelangelo Antonioni et Wim Wenders
- 1996 : Oui d'Alexandre Jardin
- 1997 : Cinque giorni di tempesta (it) de Francesco Calogero (it)
- 1998 : La vuelta de El Coyote (es) de Mario Camus
- 1999 : Garage Olimpo de Marco Bechis
- 1999 : The Vivero Letter de H. Gordon Boos
- 1999 : Il prezzo (it) de Rolando Stefanelli (it)
- 2000 : En attendant le Messie (es) (Esperando al Mesías) de Daniel Burman
- 2001 : Le Sang des innocents (Non ho sonno) de Dario Argento
- 2002 : Ripley's Game (Il gioco di Ripley) de Liliana Cavani
- 2004 : Colette, une femme libre (téléfilm) de Nadine Trintignant
- 2007 : Cover-boy (it) de Carmine Amoroso
- 2008 : Il passato è una terra straniera (it) de Daniele Vicari
- 2008 : La Terre des hommes rouges (La terra degli uomini rossi - Birdwatchers) de Marco Bechis
- 2009 : Mr. Nobody de Jaco Van Dormael
- 2009 : Le Père de mes enfants de Mia Hansen-Løve
- 2012 : Beau Rivage de Julien Donada
- 2013 : Comme le vent (Come il vento) de Marco Simon Puccioni
- 2014 : Presto farà giorno (it) de Giuseppe Ferlito (it)
- 2017 : Gli asteroidi (it) de Germano Maccioni
- 2019 : Il signor Diavolo de Pupi Avati
- 2021 : Lei mi parla ancora de Pupi Avati
- 2021 : Il mostro della cripta (it) de Daniele Misischia (it)
- 2023 : Wanted de Fabrizio Ferraro
- 2024 : Antonia (série télévisée)
- 2024 : L'isola degli idealisti d'Elisabetta Sgarbi (it)

### Réalisatrice
- 1999 : Per sempre (court métrage)
- 2016 : Molly Bloom (court métrage)